# Eka Darville
Pour les articles homonymes, voir Darville.
Eka Darville est un acteur australien, né le 11 avril 1989 à Cairns.

## Biographie
Eka Darville est né d'un père jamaïcain, Ray Darwin et d'une mère canadienne. Il a étudié au lycée de Byron Bay et il a vécu a Byron Bay (New South Wales) et Sydney.

### Vie privée
Il est marié à Lila Darville. Ils ont deux enfants, un garçon et une fille.

## Carrière
Eka Darville commence sa carrière en 2007 avec un petit rôle dans la série East of Everything. Puis l'année suivante il obtient le rôle d'Adam Bridge dans la série australienne Blue Water High.
En 2009, il incarne Scott Trueman dans Power Rangers : RPM, puis enchaîne les rôles dans les séries avec Son Altesse Alex, Spartacus : Le Sang des gladiateurs, Terra Nova et fait également une apparition dans un épisode de Vampire Diaries et il reprend son rôle pour une salve d'épisodes dans The Originals.
En 2012, il joue dans les films Les Saphirs et Mr. Pip avec Hugh Laurie.
Il faut attendre 2015 pour qu'Eka Darville obtienne une reconnaissance plus large et ce grâce à la série Netflix : Jessica Jones, où il reste jusqu'à la saison finale en 2019.
En 2019, il est présent dans le film Her Smell et il intègre la saison 2 de Tell Me a Story.
En 2024, il est présent dans le film La Planète des singes : Le Nouveau Royaume de Wes Ball.

## Filmographie

### Cinéma

#### Longs métrages
- 2012 : Les Saphirs (The Sapphires) de Wayne Blair : Hendo
- 2012 : Mr. Pip (en) d'Andrew Adamson : Pip
- 2017 : Bernard and Huey (en) de Dan Mirvish : Conrad
- 2019 : Her Smell d'Alex Ross Perry : Ya-ema
- 2024 : La Planète des singes : Le Nouveau Royaume (Kingdom of the Planet of the Apes) de Wes Ball : Sylva

### Télévision

#### Séries télévisées
- 2007 : East of Everything (en) : Un skateur
- 2008 : Blue Water High : Surf Academy (Blue Water High) : Adam Bridge
- 2009 - 2011 : Power Rangers : RPM : Scott Truman / Power Ranger Rouge
- 2010 : Son Altesse Alex (The Elephant Princess) : Taylor
- 2010 : Spartacus : Le Sang des gladiateurs (Spartacus : Blood and Sand) : Pietros
- 2011 : Terra Nova : Max Pope
- 2013 : Vampire Diaries : Diego
- 2013 : The Originals : Diego
- 2014 : Empire : Ryan Morgan
- 2015 - 2019 : Jessica Jones : Malcolm Ducasse
- 2017 : The Defenders : Malcolm Ducasse
- 2019 : Tell Me a Story : Beau Morris

#### Téléfilms
- 2006 : Answered by Fire de Jessica Hobbs : Takish
- 2012 : Shelter de Liz Friedlander : Bobby Repeta